# Cova de Cooper
La Cova de Cooper és un jaciment prehistòric i també paleontològic situat a la província de Gauteng, a Sud-àfrica. Es troba entre els jaciments veïns de Sterkfontein i Kromdraai, a 40 km al nord-oest de Johannesburg. Forma part dels jaciments sud-africans d'homínids fòssils, declarats Patrimoni de la Humanitat per la UNESCO.
El jaciment de Cooper és en realitat una sèrie de coves amb fòssils, farcides de bretxa. Es considera el cinqué jaciment amb fòssils més ric de Gauteng (després de Sterkfontein, Swartkrans, Drimolen i Kromdraai), i un dels jaciments més rics de Sud-àfrica en eines de pedra de l'olduvaià avançat.

## Història
Les excavacions encara estan en marxa, i les dirigeixen Christine Steininger i Lee Rogers Berger, de la Universitat de Witwatersrand.

## Geologia
El jaciment de Cooper conté un grup de coves dolomítiques plenes de bretxa, que han format fissures al llarg de falles geològiques.

## Datació
Cooper D s'ha datat amb urani-plom (Robyn Pickering, Universitat de Melbourne) entre 1,5 i 1,4 milions d'anys. A partir de la paleofauna, es pensa que Cooper A té si fa no fa la mateixa edat.

## Restes
El jaciment de Cooper aportà un ric conjunt d'eines lítiques que s'han atribuït de moment a l'olduvaià avançat. Cooper és segurament el segon jaciment més ric en eines de pedra a Gauteng.

## Galeria

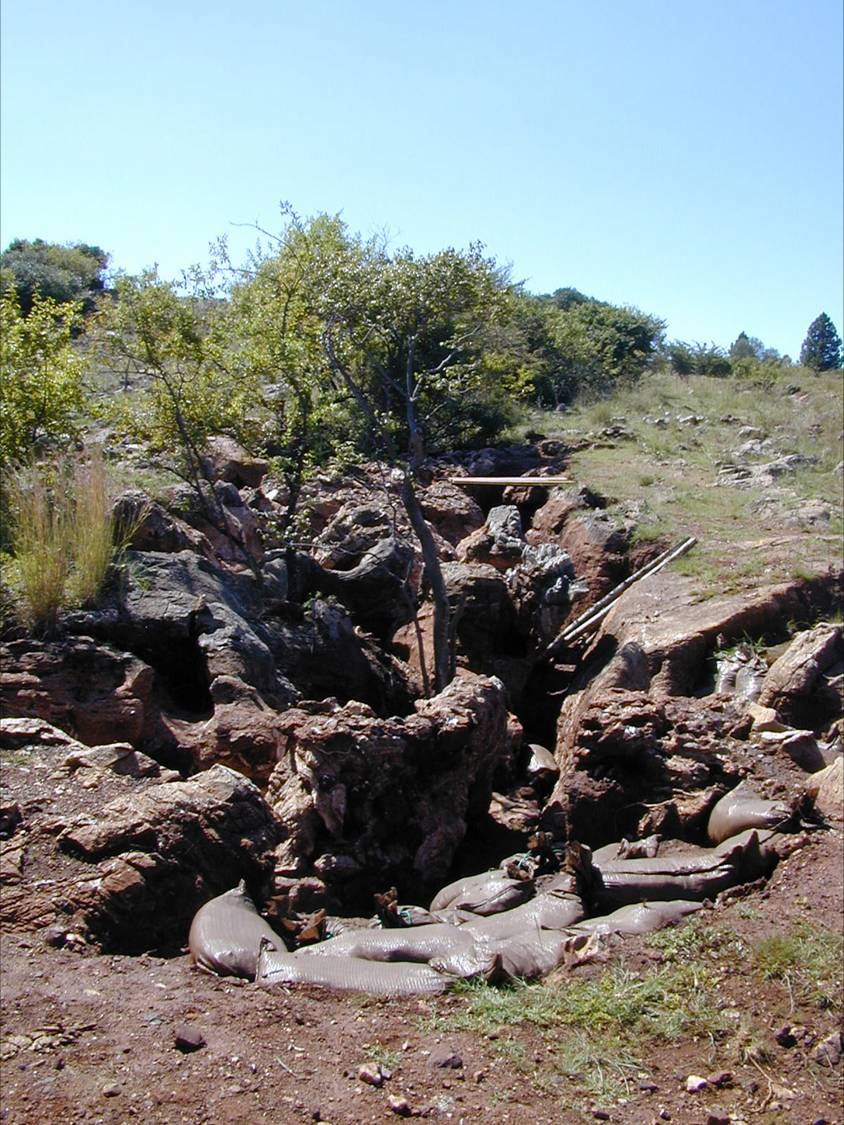
Cooper D vist des de l'oest. Cooper A és més al fons
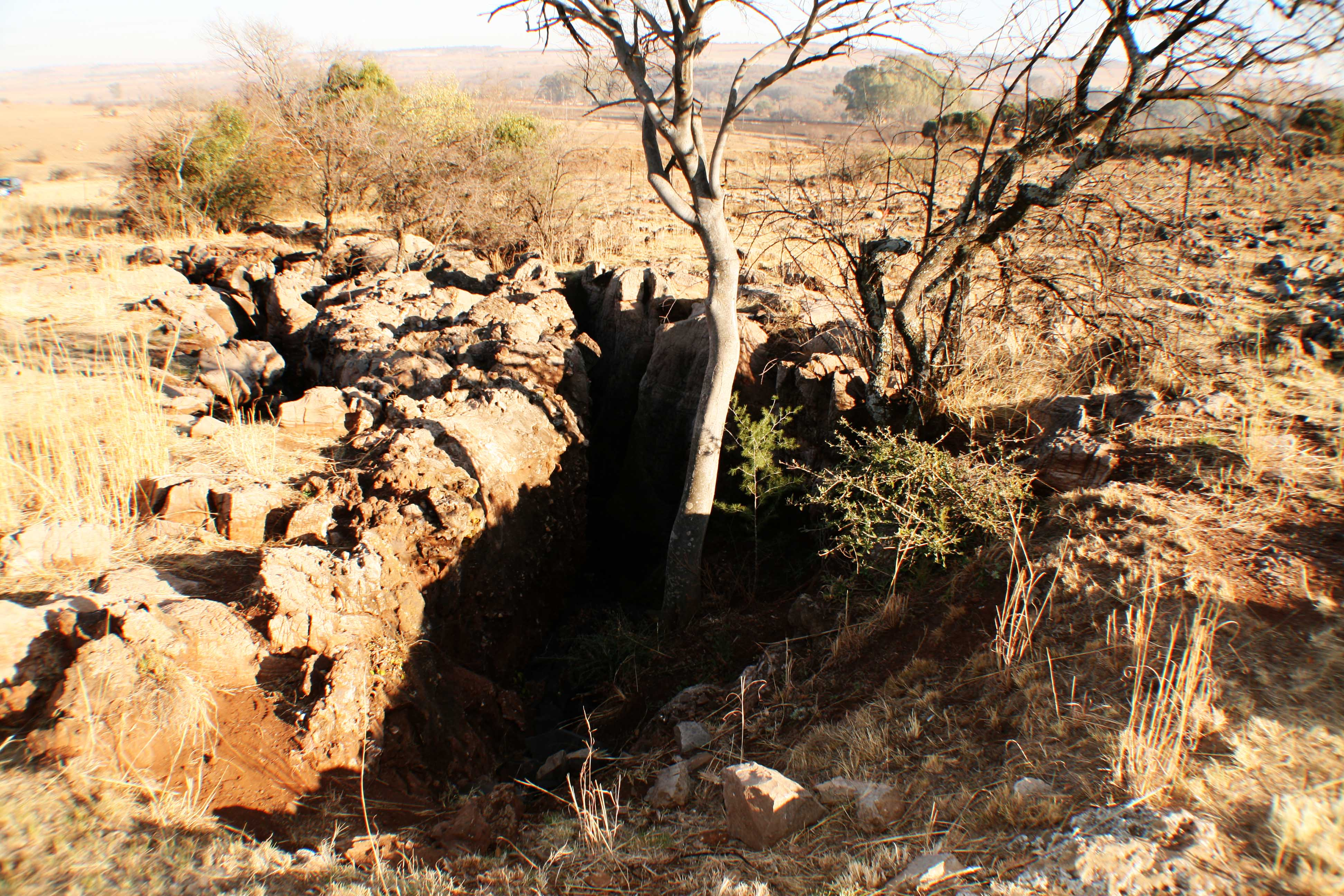
Cooper D vist des de l'est
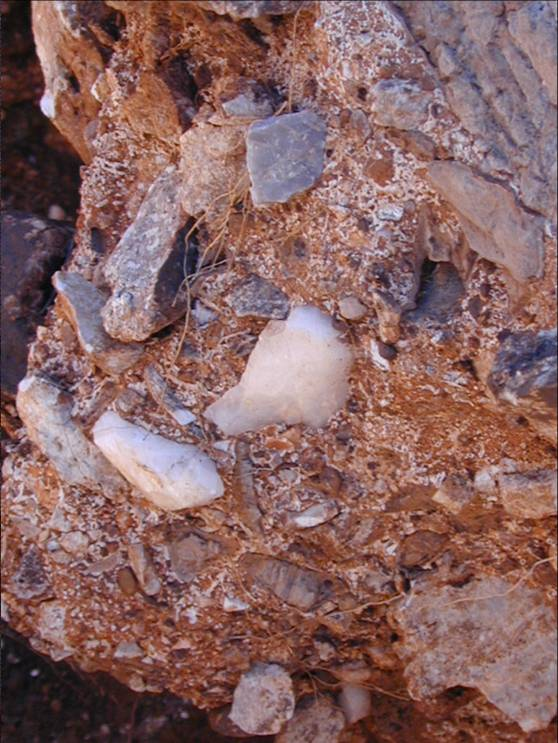
Eines de pedra de quars encara incrustades a la bretxa del jaciment de Cooper
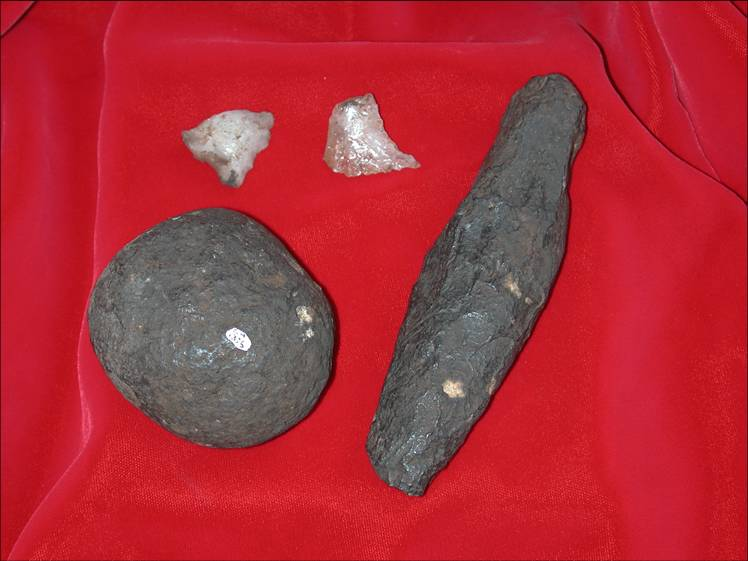
Eines de pedra Cooper D. Martell de pedra olduvaià, objecte de pissarra, flocs de quars